# Amsterdamsche Football Club Ajax 1972-1973
Questa voce raccoglie le informazioni riguardanti l'Amsterdamsche Football Club Ajax nelle competizioni ufficiali della stagione 1972-1973.

## Stagione
La stagione inizia senza Dick van Dijk, ma in settembre si parte con Coppa Intercontinentale, che viene vinta battendo gli argentini dell'Independiente: nella gara di andata, disputata ad Avellaneda, gli olandesi si portano subito in vantaggio con un gol di Johan Cruijff, ma Sá nel finale riesce a riportare il risultato in parità. La gara di ritorno finisce invece 3-0 per gli olandesi: i biancorossi segnano un gol con Neeskens, e chiudono la partita con la doppietta di Johnny Rep, giovane attaccante all'esordio in prima squadra entrato in campo nel corso del secondo tempo.
L'Ajax vince 30 delle 34 partite di campionato e si riconferma campione d'Olanda, nuovamente davanti al Feyenoord. Invece in Coppa d'Olanda, l'Ajax, detentore della competizione e partito dal secondo turno, va due volte in vantaggio ma si fa recuperare due volte dal NAC Breda, che pareggia al 120' vincendo poi la sfida ai rigori, eliminando i Lancieri dal torneo.In Coppa dei Campioni l'Ajax parte dagli ottavi di finale con un bilancio di sei vittorie e una  sconfitta: elimina CSKA Sofia (6-1), i futuri campioni del Bayern Monaco (5-2 finale, con uno storico 4-0 all'andata e perdendo il ritorno a Monaco per 2-1 con Cruijff assente) e Real Madrid (3-1, con un'altra storica palleggaiata al Bernabeu di Muhren), arrivando per la terza volta di fila in finale, la quarta negli ultimi cinque anni di Coppa dei Campioni: gli olandesi affrontano a Belgrado un'altra italiana: dopo Milan (1969) e Inter (1972) tocca ora alla Juventus, che viene sconfitta per 1-0: decide l'incontro con un gol al 4 minuto di gioco l'attaccante Johnny Rep, già capocannoniere dell'Ajax in campionato con 17 centri, uno più di Cruijff.
L'Ajax ottiene il terzo successo consecutivo nella massima competizione europea, l'ultimo nel segno di Cruijff che a fine stagione passa al Barcellona. Finisce così l'era del calcio totale e del dominio olandese nella Coppa dei Campioni, durato quattro anni ed iniziato col successo del Feyenoord nel 1970.

## Rosa
| N. |                           | Ruolo | Calciatore        |
| -- | ------------------------- | ----- | ----------------- |
| 1  | Paesi Bassi (bandiera)    | P     | Heinz Stuy        |
|    | Paesi Bassi (bandiera)    | P     | Bob Hoogenboom    |
|    | Paesi Bassi (bandiera)    | P     | Sies Wever        |
|    | Paesi Bassi (bandiera)    | D     | Pim van Dord      |
|    | Germania Ovest (bandiera) | D     | Horst Blankenburg |
|    | Paesi Bassi (bandiera)    | D     | Bram Braam        |
|    | Paesi Bassi (bandiera)    | D     | Barry Hulshoff    |
|    | Paesi Bassi (bandiera)    | D     | Ruud Krol         |
|    | Paesi Bassi (bandiera)    | D     | Wim Suurbier      |
|    | Paesi Bassi (bandiera)    | D     | Louis van Gaal    |
|    | Paesi Bassi (bandiera)    | C     | Arie Haan         |
|    | Paesi Bassi (bandiera)    | C     | Henk Heijt        |

| N. |                        | Ruolo | Calciatore             |
| -- | ---------------------- | ----- | ---------------------- |
|    | Paesi Bassi (bandiera) | C     | Berend Kist            |
|    | Paesi Bassi (bandiera) | C     | Arnold Mühren          |
|    | Paesi Bassi (bandiera) | C     | Johan Neeskens         |
|    | Austria (bandiera)     | C     | Heinz Schilcher        |
|    | Paesi Bassi (bandiera) | C     | Gerrie Mühren          |
| 14 | Paesi Bassi (bandiera) | A     | Johan Cruijff          |
|    | Paesi Bassi (bandiera) | A     | Sjaak Swart            |
|    | Paesi Bassi (bandiera) | A     | Piet Keizer (capitano) |
|    | Paesi Bassi (bandiera) | A     | Gerrie Kleton          |
|    | Paesi Bassi (bandiera) | A     | Jan Mulder             |
|    | Paesi Bassi (bandiera) | A     | Johnny Rep             |

## Risultati

### Eredivisie
|  | Ajax | 3 – 0 | Haarlem |  |

|  | FC Amsterdam | 1 – 2 | Ajax |  |

|  | Ajax | 6 – 0 | Go Ahead Eagles |  |

|  | PSV | 0 – 3 | Ajax |  |

|  | Ajax | 4 – 0 | N.E.C. |  |

|  | Feyenoord | 2 – 0 | Ajax |  |

|  | Ajax | 3 – 0 | Groningen |  |

|  | NAC Breda | 2 – 0 | Ajax |  |

|  | Ajax | 9 – 2 | Telstar |  |

|  | Utrecht | 0 – 1 | Ajax |  |

|  | Twente | 0 – 1 | Ajax |  |

|  | Ajax | 9 – 0 | Den Bosch |  |

|  | ADO Den Haag | 0 – 1 | Ajax |  |

|  | Ajax | 8 – 0 | Excelsior |  |

|  | Sparta Rotterdam | 3 – 1 | Ajax |  |

|  | Ajax | 4 – 0 | MVV |  |

|  | AZ Alkmaar | 0 – 5 | Ajax |  |

|  | Haarlem | 0 – 4 | Ajax |  |

|  | Ajax | 2 – 1 | FC Amsterdam |  |

|  | Go Ahead Eagles | 0 – 1 | Ajax |  |

|  | Ajax | 3 – 1 | PSV |  |

|  | N.E.C. | 0 – 4 | Ajax |  |

|  | Ajax | 2 – 1 | Feyenoord |  |

|  | Groningen | 0 – 2 | Ajax |  |

|  | Ajax | 4 – 0 | NAC Breda |  |

|  | Telstar | 0 – 1 | Ajax |  |

|  | Ajax | 3 – 1 | Utrecht |  |

|  | Ajax | 1 – 0 | Twente |  |

|  | Den Bosch | 1 – 2 | Ajax |  |

|  | Ajax | 5 – 0 | ADO Den Haag |  |

|  | Excelsior | 0 – 1 | Ajax |  |

|  | Ajax | 4 – 2 | Sparta Rotterdam |  |

|  | MVV | 1 – 0 | Ajax |  |

|  | Ajax | 3 – 0 | AZ Alkmaar |  |

### KNVB Beker
|                                              | NAC Breda            | 2 – 2 (d.t.s.) | Ajax |  |
| \| \| \| \| \| \| Tiri di rigore 3 – 0 \| \| |                      |                |      |  |
|                                              |                      |                |      |  |
|                                              | Tiri di rigore 3 – 0 |                |      |  |

### Coppa dei Campioni
|  | CSKA Sofia | 1 – 3 | Ajax |  |

|  | Ajax | 3 – 0 | CSKA Sofia |  |

|  | Ajax | 4 – 0 | Bayern Monaco |  |

|  | Bayern Monaco | 2 – 1 | Ajax |  |

|  | Ajax | 2 – 1 | Real Madrid |  |

|  | Real Madrid | 0 – 1 | Ajax |  |

|  | Ajax | 1 – 0 | Juventus |  |

### Coppa Intercontinentale
|  | Independiente | 1 – 1 | Ajax |  |

|  | Ajax | 3 – 0 | Independiente |  |

## Statistiche

### Statistiche di squadra
| Competizione            | Punti | Totale | Totale | Totale | Totale | Totale | Totale |
| Competizione            | Punti | G      | V      | N      | P      | Gf     | Gs     |
| ----------------------- | ----- | ------ | ------ | ------ | ------ | ------ | ------ |
| Eredivisie              | 60    | 34     | 30     | 0      | 4      | 102    | 18     |
| KNVB beker              | -     | 1      | 0      | 1      | 0      | 2      | 2      |
| Coppa Intercontinentale | -     | 2      | 1      | 1      | 0      | 4      | 1      |
| Coppa dei Campioni      | -     | 7      | 6      | 1      | 0      | 15     | 4      |
| Totale                  |       | 44     | 37     | 3      | 4      | 123    | 25     |